# Kevin Lacombe

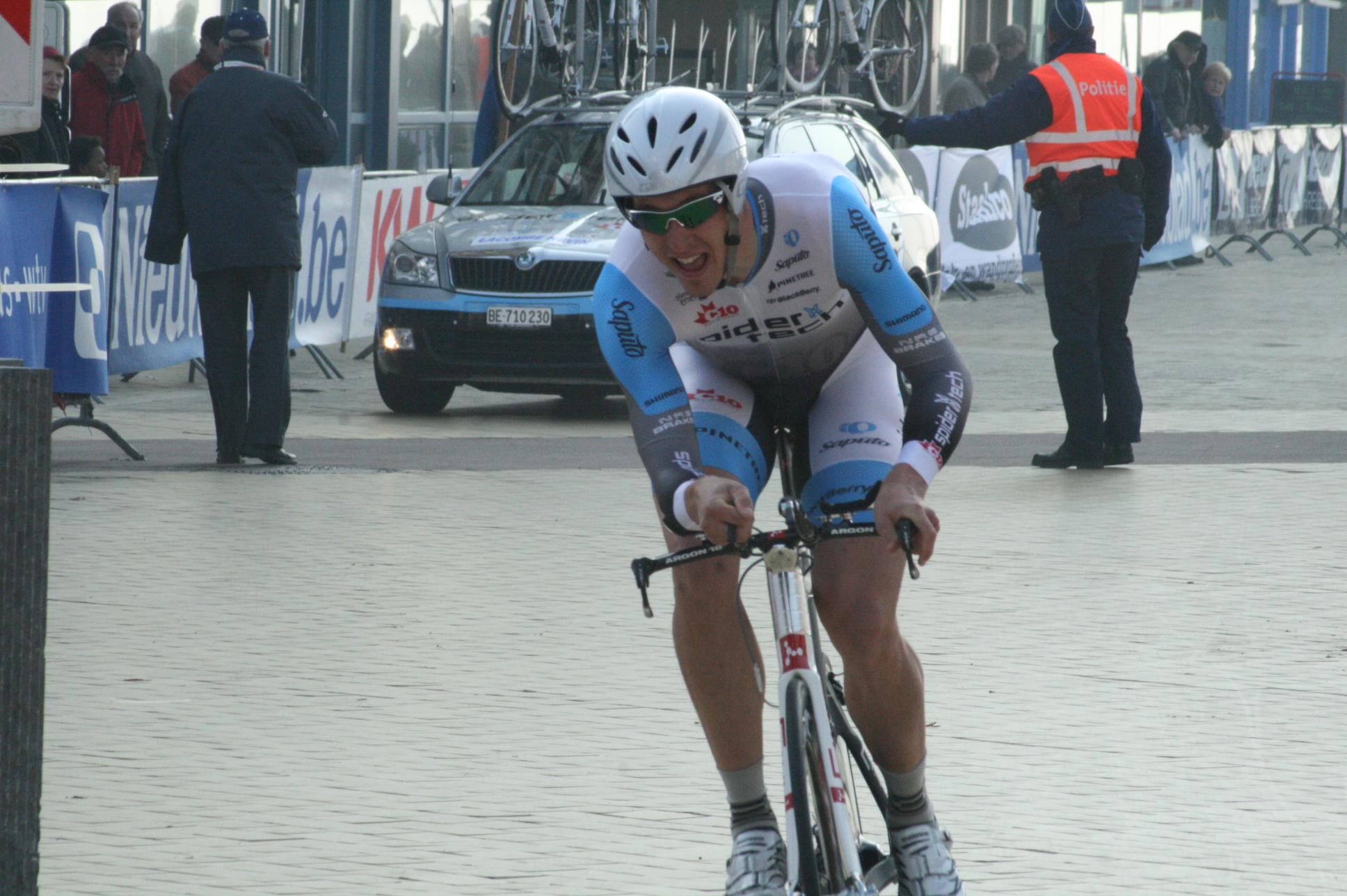
Kevin Lacombe bei den Driedaagse van West-Vlaanderen 2011

Kevin Lacombe (* 12. Juli 1985 in Amos) ist ein ehemaliger kanadischer Radrennfahrer.

## Karriere
Lacombe wurde 2003 in der Juniorenklasse kanadischer Meister im Zeitfahren und Vizemeister im Straßenrennen. In der U23-Klasse wurde er 2005 Dritter im Straßenrennen. Im Jahr 2007 gewann er eine Etappe der Vuelta a Chihuahua und 2008 eine Etappe der Tour of Pennsylvania.
In den Jahren 2009 bis 202 fuhr Lacombe für die Mannschaft Planet Energy, die an dem Jahr 2011 unter dem Namen Spider Tech eine Lizenz als Professional Continental Team hatte.
Nachdem sich das Team SpiderTech-C10 Ende des Jahres 2012 aufgelöst hatte, gab Kevin Lacombe bekannt, seine Karriere wegen Motivationsproblemen zu beenden. Er gewann bei der Vuelta a Cuba 2009 vier und 2010 zwei Etappen und außerdem 2010 das Eintagesrennen Grand Prix des Marbriers. Nachdem das Team Spider Tech nach Ablauf der Saison 2012 seine Aktivitäten einstellte, beendet Lacombe seine Karriere.
Neben dem Radsport war Lacombe als Junior auch im Eishockey als Verteidiger für die Drummondville Voltigeurs in der Quebec Major Hockey League tätig.

## Erfolge
2003
- Kanadischer Meister – Einzelzeitfahren (Junioren)

2007
- eine Etappe Vuelta a Chihuahua

2008
- eine Etappe Tour of Pennsylvania

2009
- vier Etappen Vuelta a Cuba

2010
- zwei Etappen Vuelta a Cuba
- Grand Prix des Marbriers

## Teams
- 2007 Volkswagen-Trek (bis 19. Juli)
- 2007 Kelly Benefit Strategies-Medifast (ab 20. Juli)
- 2008 Kelly Benefit Strategies-Medifast
- 2009 Planet Energy
- 2010 SpiderTech-Planet Energy
- 2011 Team SpiderTech-C10
- 2012 SpiderTech-C10